# 주오토쇼칸마에 정류장
주오토쇼칸마에 정류장(일본어: 中央図書館前停留場, ちゅうおうとしょかんまえていりゅうじょう)은 일본 홋카이도 삿포로시 주오구에 위치한 삿포로 시 교통국(삿포로 시영 전차) 야마하나니시 선과 야마하나 선의 정류장이다. 정류장 번호는 SC12이다. 첫차와 막차 및 일부 전동차는 이곳을 시종점으로 하고 있다. 통상으로는 단순히 "중앙 도서관 앞"이라고 불린다.

## 정류장 구조
2선 2면 대향식 플랫폼을 가진다. 동쪽에 스스키노 방면, 서쪽에 니시 4초메 방면 승강장이 있고, 그 사이에 건늠선이 있다. 안전 지대에는 로드 히팅이 꾸며져, 역사가 설치되어 있다. 니시 4초메 방면의 안전 지대는 횡단 보도에 접하지 않아 승하차 시 차량에 주의한다.

## 정류장 주변
- 삿포로시 중앙 도서관・삿포로시 매장 문화재 센터

## 역사
- 1931년 11월 23일:[1]인근 홋카이도 삿포로 사범 학교의 이름에 근거하여 "사범 앞"의 명칭으로 정류장 개업(단선).
- 1950년 3월 24일: 사범 학교의 신세 학예 대학으로의 개편에 따라 "학예 대학 앞"으로 명칭 변경.
- 1951년: 복선화.
- 1966년 5월 1일: 학예 대학의 홋카이도 교육대학으로의 개정에 따라 "교육 대학 앞"으로 명칭 변경.
- 1987년 5월 1일: 홋카이도 교육대학 삿포로 학교가 이전하면서 "니시톤덴도리"로 변경.
- 1991년 3월 15일: 홋카이도 교육대학 부지에 삿포로시 중앙 도서관이 이전하면서, "중앙 도서관 앞"으로 명칭을 변경하였고, 정류장이나 건늠선의 위치도 도서관에 맞추어 동쪽으로 50m정도 이동함.
- 2015년 4월 1일: 정류장 번호 설정.

## 인접역
| 삿포로 시 교통국 ● 삿포로 시영 전차 야마하나니시 선 · 야마하나 선 | 삿포로 시 교통국 ● 삿포로 시영 전차 야마하나니시 선 · 야마하나 선 | 삿포로 시 교통국 ● 삿포로 시영 전차 야마하나니시 선 · 야마하나 선 |
| ----------------------------------------------------------------- | ----------------------------------------------------------------- | ----------------------------------------------------------------- |
| SC11 덴샤지교쇼마에 외선 순환                                     | 시영 전철 운행 계통                                               | SC13 이시야마도리 내선 순환                                       |